# Lontovž (Sava)
Lontovž  je manjši potok, ki se južno od Zagorja ob Savi kot desni pritok izliva v reko Savo. 